# Åbengtshöjden
Åbengtshöjden är ett naturreservat i Filipstads kommun i Värmlands län.
Området är naturskyddat sedan 2001 och är 442 hektar stort. Reservatet består av naturskogar och våtmarker. 